# Carla Accardi

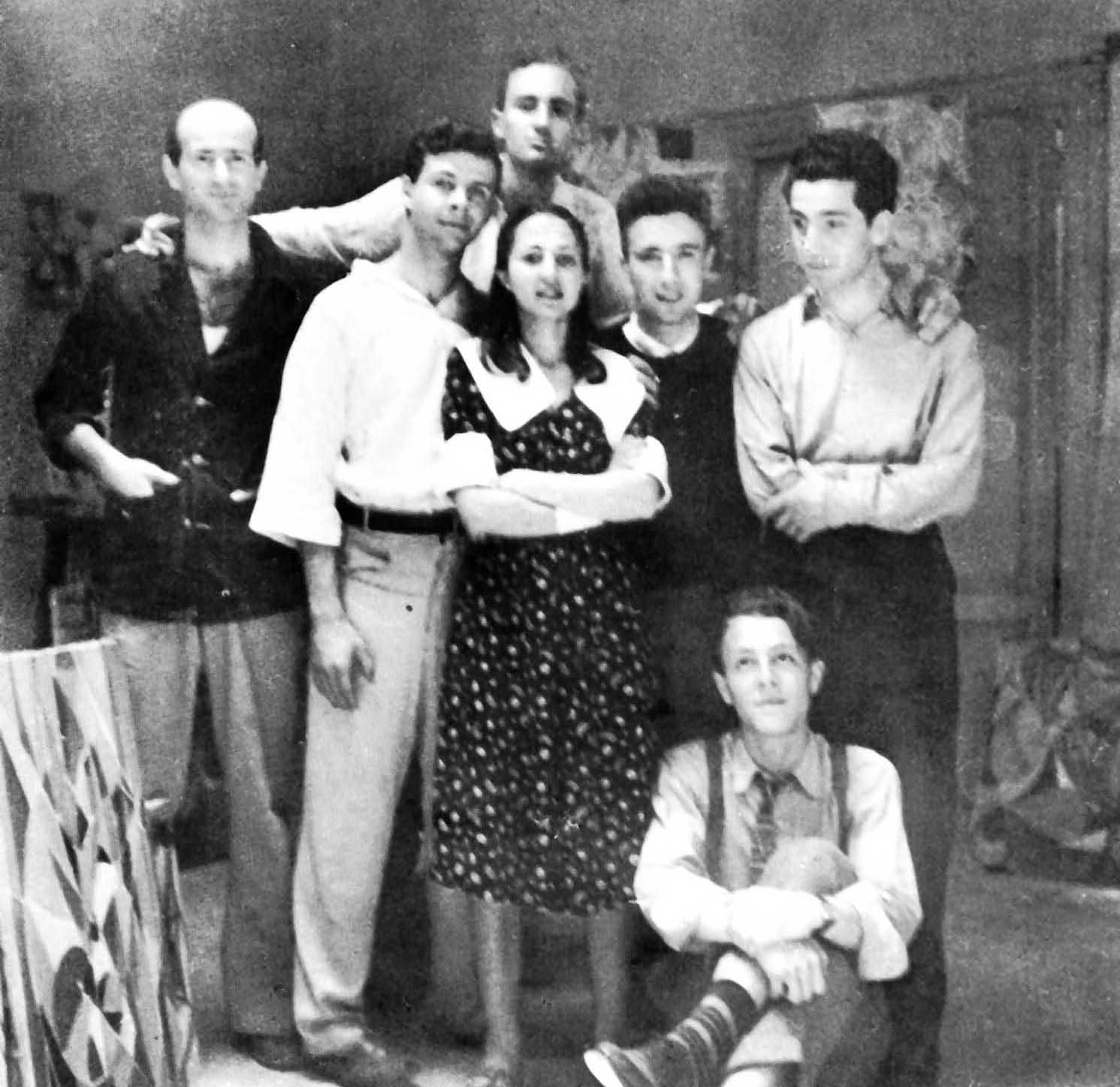
Carla Accardi en el grupo Forma 1.

Carla Accardi, también Carolina Accardi (Trapani, 9 de octubre de 1924 – Roma, 23 de febrero de 2014) era una pintora abstracta italiana.

## Biografía
Estudió bellas artes en Palermo y Florencia antes de mudarse a Roma en 1946, donde con su marido Antonio Sanfilippo y sus amigos Pietro Consagra, Mino Guerrini, Ugo Attardi, Achille Perilli, Giulio Turcato y Piero Dorazio fundó el grupo artístico “Forma 1”. Su obra cobró gran repercusión en Francia gracias al crítico Michel Tapié.